# Stictoleptura scutellata
Stictoleptura scutellata — жук из семейства усачей и подсемейства Усачики.

## Описание
Жук длиной от 13 до 18 мм. Время лёта взрослого жука с июня по сентябрь.

## Распространение
Распространён в Европе (за исключением севера), Северной Африке, Турции, на Кавказе, в Закавказье и Северном Иране.

## Экология и местообитания
Жизненный цикл вида длится от двух до трёх лет. Кормовые растения: множество сортов лиственных деревьев, например, бук (Fagus), граб (Carpinus), ольха (Alnus), тополь (Populus) и другие.

## Систематика
Вид различает два подвида:
- Stictoleptura scutellata melas (Lucas, 1849)
- Stictoleptura scutellata scutellata (Fabricius, 1781)